# Bejbe
Lucija Polić poznatija pod umjetničkim imenom bejbe (2000.) hrvatska je pjevačica podrijetlom iz Širokog Brijega.
Studentica je grafičkog dizajna na Umjetničkoj akademiji u Splitu. Glazbom se počela baviti 2021. kada je na svom Youtube kanalu objavila singl "odlazim" uz video isječke iz serije Adventure Time. Početkom 2022. je počela pisati tekstove za svoj prvi EP pod nazivom glasne tišine. EP se sastoji od 5 pjesama: ”Vatra”(ft. Miach), ”Ruke”, ”Za tebe”, ”Ona zna” i ”Kraj”. EP je izdan 5. ožujka 2024. pod izdavačkom kućom Yem. Za prvi EP navodi kako je nastao kao posljedica okupljanja različitih ugođaja i stilova s kojima je radila u proteklom razdoblju. Stil prvog EP-a vuče korijene iz doba glazbe koja se vrtila na starim modelima konzola poput PlayStation 2 pa je i cover EP-a dizajniran kao kutijica za disk. Za produkciju EP-a zaslužni su Nikola Pilih i Roko Bekavac (Traposlavia). Za pjesmu "vatra" koju izvodi uz pjevačicu Miach na YEM Youtube kanalu objavljen je i prateći videospot.

Bejbe je za portal Jabuka.tv rekla:
»Uvijek kada dodajemo taj neki 'sos', kako bih rekla, na pjesmama budemo zadovoljni kako se različiti osjećaji stapaju u jednoj pjesmi. Proces EP-ja nije bio linearan, prvo smo Nikola, Roko i ja samo radili na pjesmama. Puštala sam pjesme nekim prijateljima i pružile su mi se prilike za novim suradnjama tako da sam osjetila nekako da je pravo vrijeme za jedan EP, a plan za budućnost je definitivno raditi na albumu«
Prvi samostalni nastup imala je u zagrebačkoj Tvornici kulture na prvom solo koncertu Miach 8. ožujka 2024. gdje je nastupala kao predgrupa i izvela pjesme sa svog EP-a glasne tišine.
U ožujku 2025. na svom Instagram profilu objavila je teaser slike kojima najavljuje uskoro novu glazbu. Krajem srpnja na profilu YEM label u sklopu kratkog videa "ILI-ILI s bejbe" objavljeno je da prvi studijski album bejbe pod nazivom princess pop izlazi 1. kolovoza 2025. U ponoć 1. kolovoza album je postao dostupan na svim platformama, a isti dan u podne na službenom YEM Youtube kanalu izašlo je i 8 video-vizuala uz popratne lyricse za svaku pjesmu. Album princess pop sastoji se od 9 pjesama i 4 gostovanja: "Obris osobe", "Do svitanja" (ft. Goca R.I.P.), "Plan", "Što hoću", "Dancefloor Mania" (ft. Lokki), "Party" (ft. Baks), "U prolazu", "Gard" (ft. Suze od Luka) i "Zaborav". Za produkciju albuma zaslužni su Traposlavia, Trky, Lockroom i pocket palma.
Za uzore u svojoj glazbi navodi Lanu Del Rey, SZA, The Weeknda, Andersona .Paaka, Tylera The Creatora te od domaćih Senidah i Nipplepeople.

## Diskografija

### Albumi
| Naslov             | Detalji                                                                                          | Plasman na ljestvici |
| Naslov             | Detalji                                                                                          | HR                   |
| ------------------ | ------------------------------------------------------------------------------------------------ | -------------------- |
| glasne tišine (EP) | - Objavljeno: 5. ožujka 2024. - Format: digitalni format, preuzimanje - Diskografska kuća: Yem   | –                    |
| princess pop       | - Objavljeno: 1. kolovoza 2025. - Format: digitalni format, preuzimanje - Diskografska kuća: Yem | –                    |